# 泰尔古
泰尔古（義大利語：Tergu），是意大利萨萨里省的一个市镇。总面积36.49平方公里，人口598人，人口密度16.4人/平方公里（2009年）。ISTAT代码为090086。